# Road to Ransome
Road to Ransome war eine 2010 gegründete Post-Hardcore-Band aus dem australischen Brisbane, welche sich im Mai 2015 auflöste.

## Geschichte

### Gründung und erste Veröffentlichungen
Road to Ransome wurde Mitte 2010 von Nathan Hibbott (E-Gitarre) und Jake Solway (Schlagzeug) gegründet. Nach und nach stießen weitere Musiker zu der Band. Charlie Brunello wurde Bassist. Ihren Sänger Ben Cosson entdeckte die Gruppe auf Youtube, wo er mehrere Vocal-Cover von Parkway-Drive-Liedern hochgeladen hatte. Sam Geyer (E-Gitarre) und Bec Geldons (Keyboard) spielten bereits in der Band We Are Dreamers zusammen, bevor sie zu Road to Ransome stießen.
Die Gruppe gab bereits Konzerte in ganz Queensland. Außerdem nahm die Gruppe 2010 am Global Battle of the Bands teil und spielte bereits mit internationalen Szenegrößen wie All Shall Perish, Dream On, Dreamer und The Construct.

Ihre erste Demo-EP veröffentlichte die Gruppe 2011 über Compass Records Australia und vertrieb sie über ihren Bandshop weltweit. Zwischenzeitlich wurde diese über Heads & Tails Records auch für den britischen Markt neu aufgelegt. Ihre zweite EP sollte ursprünglich Ende 2011 veröffentlicht werden. Vom 16. November 2011 bis zum 3. Dezember 2011 war die Gruppe erstmals außerhalb von Queensland zu sehen. 
Auf der The Borders & Horizons Tour spielte die Gruppe mit Miles & Miles und Afraid of Heights in Brisbane, Melbourne, Perth, Sydney, Newcastle, Nambour und Leederville. Am 31. März 2012 erschien mit Meanwhile, In the Sky die zweite EP über Heads & Tails Records aus Großbritannien und Workhouse Records aus Australien. Die Single This One Time at Band Camp erhielt bereits Airplays bei Southern 88,3 aus Melbourne und dem Online-Radiosender The Pit FM. Von April bis Juni 2012 folgte eine Konzertreise, die durch Queensland führte. Während dieser Tournee, bestehend aus sechs Konzerten, spielte die Gruppe auf dem The Sunshine Chaos Music Festival in Mooloolaba und gab einen Gig in Melbourne. Begleitet wurde die Gruppe von The Endless Pandemic.

### Besetzungswechsel, DebütalbumAnimusund Trennung
Ende des Jahres 2012 gab Ben Cosson bekannt aus der Band auszusteigen. Ende November 2012 wurde Dylan Cottee als neuer Sänger der Öffentlichkeit vorgestellt. Am 2. Januar 2013 gab auch Keyboarderin Bec Geldons ihren Ausstieg aus der Band bekannt. Die Gruppe teilte mit, dass die Band weiterhin mit Keyboards arbeiten werde, aber keinen neuen Musiker sucht. Mit Cottee als Sänger veröffentlichte die Gruppe die Single The Messenger. Vereinzelt gab die Gruppe Konzerte auf lokaler Ebene. Zudem schrieben die Musiker an neuem Material für ihr Debütalbum. Am 30. September 2013 bezog die Gruppe das Studio um die neue Platte aufzunehmen, welche schließlich im März 2014 erschien.
Am 29. November 2013 spielte die Gruppe im Rahmen der Warped Tour ein Konzert in Brisbane. Dort spielte die Band auf der Kevin Says Stage 1 mit Simple Plan, The Offspring, New Found Glory, The Used und Tonight Alive. Am 16. Januar 2014 war die Gruppe als lokale Vorband für After the Burial und Born of Osiris im Tempo Hotel in Brisbane zu sehen. Die Gruppe veröffentlichte ihr Debütalbum, das Animus heißt, am 31. März 2014. Vom 4. bis 18. April 2014 sollte die Gruppe mit This Fiasco entlang der Ostküste Australiens touren. Allerdings wurde diese Tournee abgesagt. Die Gruppe versprach eine neue Tournee im größeren Umfang zu organisieren. Am 18. Juli 2014 spielte Road to Ransome im Vorprogramm von Buried in Verona in Brisbane. Am 8. April 2015 spielte die Gruppe als Vorband für Attila. Mitte April 2015 gab die Gruppe ihre Auflösung bekannt. Das letzte Konzert der Band fand am 24. Mai 2015 statt.
Gitarrist Nathan Hibbott trat beim Ironman Marathon in Port Macquarie an. Außerdem hat er einen YouTube-Kanal unter dem Namen That´s So Nathan, welcher inzwischen knapp 103,000 Abonnenten hat.

## Stil
Die Band spielte Post-Hardcore, dessen Sound von bekannten Acts wie Killswitch Engage, The Amity Affliction und Parkway Drive beeinflusst wurde. Durch den Einsatz von Keyboards erhält der Sound einen elektronischeren Klang. Dieser ist wiederum mit Bands wie Attack Attack!, I See Stars und Asking Alexandria zu vergleichen. Die Mischung von Post-Hardcore bzw. Metalcore mit elektronischer Musik wird in der Szene als Trancecore bezeichnet.
Durch den Abgang der Keyboarderin Bec Geldons verzichtete die Band auf den Einsatz von elektronischen Einflüssen und näherten sich auf dem Album einen härter klingenden Sound an, welcher sich stark am Metalcore orientiert.

## Diskografie
- 2011: Road to Randome (EP, kein Label)
- 2012: Meanwhile, In the Sky... (Workhorse Records)
- 2014: Animus (kein Label)

## Erfolge und Auszeichnungen
- Triple J Unearthed Metal Charts: zeitweise Platz 1[1]
- Blunt Magazine: Platz 41 der Jahres-Endcharts mit „This One Time at Band Camp“[16]
- Global Battle of the Bands (GBOB): Sieger im Regional-Ausscheid in Gold Coast[1]

## Weiteres
- Die ehemalige Keyboarderin Bec Geldons hat in Melbourne eine neue Band gefunden. Diese heißt Âme Tourmentée, in der sie als Sängerin zu sehen ist. Zuvor spielte sie Keyboard in der Band Danger Earthquake.